# Aspidoscelis maslini
Espèce
Synonymes
- Cnemidophorus cozumelae maslini Fritts, 1969
- Cnemidophorus maslini Fritts, 1969

Statut de conservation UICN

 LC  : Préoccupation mineure
Aspidoscelis maslini est une espèce de sauriens de la famille des Teiidae.

## Répartition
Cette espèce se rencontre :
- au Mexique dans la péninsule du Yucatán ;
- au Guatemala ;
- au Belize.

## Description
C'est une espèce parténogénique.

## Étymologie
Cette espèce est nommée en l'honneur de Thomas Paul Maslin (1909-1984).

## Publication originale
- Fritts, 1969 : The systematics of the parthenogenetic lizards ot the Cnemidophorus cozumelae complex. Copeia, vol. 1969, no 3, p. 519-535.